# Pericoronitis
La pericoronitis és un problema comú en els adults joves amb erupció parcial de la dent. En general, es produeix dins de 17 a 24 anys, ja que és quan els tercers molars (queixals del seny) inicien l'erupció. Es produeix quan el teixit que envolta el queixal del seny s'ha inflamat perquè els bacteris han envaït la zona. La mala higiene oral i el trauma mecànic en els teixits propers pot causar la inflamació. No obstant això, pot ser impossible raspallar de manera eficaç la superfície necessària i evitar que això passi a causa d'una dent parcialment erupcionat. L'acumulació alimentària i la càries dental són també problemes associats amb el dolor del tercer molar. Causa dolor extrem.